# 森永まみ
森永 まみ（もりなが まみ）は、茨城県出身の元ライブアイドル。既婚。2015年10月4日を以って芸能界を引退した。

## 来歴
2007年より、秋葉原にて路上ライブを中心にアイドル活動を開始し、2008年10月に、マーベルエールに所属しているアイドルとしてデビューした。2012年2月に初のワンマンライブを開催した。2014年11月のワンマンライブでは動員目標100名の所を、動員数167名以上の記録を樹立。ライブアイドルとしては異例の動員数を示した。
2015年7月20日のブログで、同年10月4日を以って芸能界を引退することを報告した。

## 活動

### 2009年
- オリジナル曲「世界制服」を発表
- 妄想ボイスCD「ハァハァCD」に参加
- 劇団女神座 第2回～第5回公演の舞台に出演
- 初の主催ライブ「森永まみバースデーライブ『GO!GO!まみぴょん☆伝説ですぞぉ♪』」を開催
- 「森永まみ」「椎名セイカ」「花咲くらら」からなる、ユニット『TEAM雪月花』を結成

### 2010年
- 1月31日、森永まみ主催ライブ『Moe★Rock Fes〜電波バリ1〜』を渋谷CLUB CRAWLにて開催
- 4月3日、森永まみ主宰ライブ『Moe★Rock Fes〜電波バリ2〜』を渋谷CLUB CRAWLにて開催
- 7月19日、森永まみ主宰ライブ『Moe☆ろっくFes〜電波バリ3〜』を渋谷CLUB CRAWLにて開催
- 9月25日、森永まみ主宰ライブ『Moe☆ろっくFes〜電波バリ4〜』ラーメンもいいけど、たまにはフォー!! を渋谷CLUB CRAWLにて開催
- 12月23日、百瀬小恋実&森永まみ主宰ライブ『ここぴょんがサンタに着替えたら』を渋谷CLUB CRAWLにて開催
- オリジナル曲「Real Melody」を発表
- 『TEAM雪月花』が参加している「Ayai Factory Selection Vol.2 AnimeDOL」が全国発売
- 秋葉原、梅田のヨドバシカメラにて、ヨドび時報に出演
- Team IMAGINEの舞台「らめらめ」（5月19日-23日）に出演
- インターネット放送「BB5学園夜間部」（現在は「BB青空演劇部」）のパーソナリティオーディションに合格
- バンド『necomimi☆スペースノイド』のヴォーカルとして参加
- オリジナル曲「トルネード」が全国流通として販売（オリコンインディーズチャート10位獲得）
- 『TEAM雪月花』（第1期）のオリジナル曲「ラブアクセレーション」を発表
- 「How toモンキーベイビー！」（TOKYO MX）のアイドル野球部のオーディションに参加しオーディションに合格

### 2011年
- 萌えプリンアイドルプロジェクトに参加し、オーディエンス賞を受賞
- 3月26日、森永まみ主宰ライブ クラブトルネード ZERO～ジッケンチュウ～ をStudio CUBE 326にて開催
- 11月23日、森永まみ主宰バースデーライブ『クラブトルネード★petit～▼再生△～』を渋谷CLUB CRAWLにて開催
- 「さしこのくせに」(TBS他)に出演
- オリジナル曲「UFOをつかまえろッ!!!」を発表
- オリジナル曲「からふる しょっく☆」を発表
- オリジナル曲「サイクロン」を発表
- オリジナル曲「電撃ガール」を発表
- オリジナル曲「ケモノボーイ」を発表
- 「森永まみ」「星河ゆま」「木村ゆめこ」にてユニット『青空smile』を結成。オリジナル曲「クリアスカイ/Fantastic Night」を発表
- 『TEAM雪月花』（第2期）のオリジナル曲「ラブアクセレーション」を発表
- MarvelYell創立10周年記念にて『TEAM☆MARVELYELL』のオリジナル曲「ツーテールとパニエ」を発表

### 2012年
- 2月26日、森永まみ1stワンマンライブ『MAMI-PYON★PLANET!!! 1～電撃～』を渋谷CLUB CRAWLにて開催
- 同上のライブにて、オリジナル曲「ヒ☆カ☆リ」、「アイドル」を発表
- 同上のライブにて、「森永まみ」「杉田琴美」「桜田麻乃」による第3期『TEAM雪月花』の結成を発表
- 3月、『TEAM雪月花』（第3期）のオリジナル曲「ラブアクセレーション」「参上☆TEAM雪月花」を発表
- 4月11日、「笑っていいとも！」(CX)のコーナー「我が社のイチ推し」に出演
- 5月、全国発売版前にCD-Rとして販売されていた「トルネード」をジャケットを新たに復刻版として再発売
- 5月14日、バナナマンのテイテン!（NOTTV）に出演
- 5月28日、森永まみ主宰イベント『クラブトルネード★petit～おいでよケモノの森(永)～』をROCKET GATEにて開催
- 同上のライブにて、オリジナル曲「昼食戦隊コウバイレンジャー」、「秘密結社ブギ」を発表
- 6月23日、森永まみ2nd.ワンマンライブ『MAMI-PYON★PLANET!!!2～帰ってきたウルトラマミー～』を渋谷CLUB CRAWLにて開催
- 同上のライブにて、オリジナル曲「ギリギリ仮面のテーマ」、「機械少女はそっと涙を流す」を発表
- 7月、バンド『necomimi☆スペースノイド』を卒業
- 8月、オリジナル曲「MagicalBeam」を発表
- 8月、『TEAM雪月花』（第3期）のオリジナル曲「あなたに届けたい」を発表
- 8月、『TEAM雪月花』（第3期）のオリジナル曲「小さな恋の物語」を発表
- 8月、「インディーズ・アイドル名鑑」に掲載
- 9月よりお笑いライブに進出。
- 9月、オリジナル曲「まことにざんねんですがぼうけんのしょはきえてしまいました」を発表
- 10月、オリジナル曲「16才」を発表
- 10月、オリジナル曲「バントライン」を発表
- 11月18日、森永まみバースデーワンマンライブ『MAMI-PYON★PLANET!!!3～魔法～』を初台DOORSにて開催
- 同上のライブにて、オリジナル曲「レンズです。」、「ウィザード」を発表
- 同上のライブにて、まみぴょんプロジェクトとして『ポピーザPaフォーマー』始動
- スターズ☆イベント舞台「逮捕しちゃうぞ 2012」（12月14日-16日）に出演

### 2013年
- 1月、R-1ぐらんぷり2013に出場
- 1月25日、第14回FNSソフト工場『すこーし面倒くさいニッポンのルール～この世は暗黙のルールで出来ていた～』(フジテレビ)に出演
- 2月、オンラインゲーム「ローズオンライン」の企画に参加
- 3月、オリジナル曲「カレーライスは飲み物です」、「正義…つらたんっ」を発表
- 5月、アキバ笑い王決定戦2013に出場
- 6月、アキバ系BBチャンネル『BB青空演劇部』を卒業
- 7月、カラオケの鉄人にて、歌入りVer.も含め70曲配信開始
- 7月12日-7月14日、美弥乃静バースデー企画音楽劇「ワンダーキャット」に出演
- 8月、「ブラックジャックによろしく」アニコミ化声優公開オーディションを1位で合格
- 8月4日、森永まみ主宰LIVE【クラブトルネード】コラボSP★〜サブカルとか好きだと友達できないです〜を渋谷CLUB CRAWLで開催
- 同上ライブにて、オリジナル曲「混沌の神マルジのための祭歌」、「1UP!!!」を発表
- 8月4日、★森永まみ主宰オフ会的LIVEカフェ★『ひみつきち』～カラダ夏にして～を渋谷CLUB CRAWLで開催
- 9月、ドラマDVD「アキバ忍者大戦2013－激闘－」に出演
- 11月、11月14日配信の伝えたい！放送局 AKIBA 「小沢仁志の顔面凶器はここにいる」に出演
- 11月17日、森永まみバースデーワンマン「MAMI-PYON★PLANET!!!4～悪戯～」を渋谷RUIDO K2で開催
- 同上ライブにて、オリジナル曲「あめのよる」、「ヒ☆カ☆リ(増えてるやんver.) 」を発表
- 11月30日-12月6日、映画「ゲバルト」にまみぴょん役で出演し、11月30日、12月5日の舞台挨拶に出演

### 2014年
- 2月、オリジナル曲「ぼくら、生きていく」を発表（発表時はタイトルはなかった）
- 2月、ウタ娘スーパーライブにて『TEAM☆MARVELYELL』のオリジナル曲「好きです！」を発表
- 3月、オリジナル曲「ガールフレンド」を発表
- 5月、TEAM☆MARVELYELLを「秋葉原マーベルエール隊」を改名
- 9月、オリジナル曲「S.F」を発表
- 11月、オリジナル曲「ぴょん祭りだよ☆～かかってこいや！～」を発表

- 11月、11月29日にワンマンライブを開催。同ライブにて翌年４月全国流通ＣＤ発売を発表。（実現せず。次点は翌年５月発売のＣＤ-Ｒのみ。）

## 人物
声優に憧れて声優の学校に通っていたが、秋葉原のホコ天で路上ライブを行っていた声優志望のアイドルに影響を受け、秋葉原のホコ天で路上ライブ活動を開始した。この時から代表曲である「トルネード」を歌っている。今の事務所「マーベルエール」に所属するきっかけは、事務所の先輩である松本香苗さんとライブが一緒になったことがきっかけとなった。

## ディスコグラフィー

### 音楽CD

#### オリジナル曲（全国流通）
1. トルネード
- トルネード
- 100MHz☆GO!GO!GO!

オリコンインディーズチャート10位獲得
2. 映画でかかったやつ。
- カレーライスは飲み物です(new recording)
- ヒ☆カ☆リ(増えてるやんver.)
- UFOをつかまえろッ!!!
- あめのよる
- トルネード(new recording)

#### オリジナル曲（CD-R）
1. トルネード
- トルネード
- Shooting Star

2. 世界制服
- 世界制服
- ニーハイ☆ハニー

3. Real Melody
- Real Melody
- す～ぱ～マミー☆

4. UFOをつかまえろッ!!!
- UFOをつかまえろッ!!!
- コンピュータおばあちゃん

5. からふる しょっく☆
- からふる しょっく☆
- シューティングスター

6. サイクロン
- サイクロン
- SNS.LOVE

7. 電撃ガール
- 電撃ガール
- 機械少年は星にねがう

8. ケモノボーイ
- ケモノボーイ
- リップグロス

9. ヒ☆カ☆リ
- ヒ☆カ☆リ
- アイドル

10. 昼食戦隊コウバイレンジャー
- 昼食戦隊コウバイレンジャー
- 秘密結社ブギ

11. ギリギリ仮面のテーマ
- ギリギリ仮面のテーマ
- 機械少女はそっと涙を流す

12. MagicalBeam
- MagicalBeam
- まことにざんねんですがぼうけんのしょはきえてしまいました

13. 16才
- 16才
- バントライン

14. レンズです。
- ウィザード
- レンズです。

15. 正義…つらたんっ
- 正義…つらたんっ
- カレーライスは飲み物です

16. 混沌の神マルジのための祭歌
- 混沌の神マルジのための祭歌
- 1up!!!

17.ガールフレンド
- ガールフレンド
- ぼくら、生きてく

18.S.F
- S.F
- エンカウントが止まらない

19.ぴょん祭りだよ☆ ～かかってこいや！～
- ぴょん祭りだよ☆ ～かかってこいや！～
- 空気ちゃん

#### ポピーザPaフォーマー
1. PTP!!!
- PTP!!!
- くるくる
- ビタミンP

#### TEAM雪月花

##### オリジナル曲（アルバム）
1. Ayai Factory Selection Vol.2「AnimeDOL」
- 美・衝・撃！～Club Mix Ver.
- 桜色Kiss me

#### オリジナル曲（CD-R）
1. ラブアクセレーション
- ラブアクセレーション
- チャイム

2. 参上☆TEAM雪月花
- 参上☆TEAM雪月花
- いたずら好きのキューピット

3. 小さな恋の歌
- 小さな恋の歌
- あなたに届けたいよ。

#### necomimi☆スペースノイド
- メロディ
- シナモンロール3時のアールグレイ
- おやすみ
- デジタルC
- ロケット
- アンドロイド
- ポリアンナ

#### 青空smile
1. クリアスカイ
- クリアスカイ
- Fantastic Night

#### その他
- ピンクのフリル／ふわふわ☆Walking

- ピンクのフリル（歌：森永まみ）
- ふわふわ☆Walking（歌：美咲有沙）

- あくとく☆ろりーた

- あくとく☆ろりーた
- あしたのてんき タリーラリラン

- タリーラリラン キャラクターソング

- ドンキホーテプレゼンツ 「うぃ～あ～Theアキバ～メイドカフェの贈り物～」

- うぃーあーTheアキバ（歌：アキバオールスターズ）
- アキバGET!!（歌：Northチーム）
- アキバで会いましょう（歌：Southチーム）
- 虹色ロマンス（歌：虹色チーム）
- AKIBA Paradise!（歌：Paradiseチーム）
- ぜったい・じっさい・まんぞくショッピング　歌：もなこ with にな&ありさ by SMA
- うぃーあーTheアキバ (North AKIBA Electro Remix)
- うぃーあーTheアキバ (South AKIBA Techno Remix)

- 2010年4月発売
- 松本香苗と森永まみがアキバオールスターズとNorthチームに参加している

- 妄想ボイスCD第14弾「ハァハァCD」

- 2009年8月発売
- ラムタラでは「筋トレハァハァCD」が特典

### DVD
- 「ハァハァDVD」
- 「俺のまみぴょんがこんなに可愛いわけがない」
- 「森永まみ1stワンマンDVD」
- 「トルネードVIDEO CLIP DVD」
- ドラマDVD「アキバ忍者大戦2013－激闘－」

### CD-ROM
- 「GIRLS TRAIN 動画付写真集 No.047 森永まみ」

## 出演

### 映画
- 「ゲバルト」2013年11月30日-12月6日（渋谷シネマライズ）

- ヤングキング×人気ヤンキーコミック×実写映画化
- アイドルのまみぴょん役で出演

### 舞台
- 美弥乃静バースデー企画音楽劇「ワンダーキャット」2013年7月12日-14日（王子MON☆STAR）
- スターズ☆イベント舞台「逮捕しちゃうぞ 2012」2012年12月14日-16日（Entertainment Live Bar☆Stars）
- チームIMAGINE特別公演 「らめらめ」2010年5月18日 - 23日（八幡山ワーサルシアター）

- ダブルキャスト・月組

- 劇団女神座 第5回公演「ももいろナースステーション」2009.11（千本桜ホール）
- 劇団女神座 第4回公演「INNOCENT SURVIVOR」2009.8（新生館シアター）
- 劇団女神座 第3回公演「アワセルカガミ」2009.4（新生館シアター）
- 劇団女神座 第2回公演「CHOCOLATE PANIC!」2009.2（千本桜ホール）

### Webコンテンツ
- アキバ系BBチャンネル「Marvel-Beach」（レギュラー出演中）
- アキバ系BBチャンネル「BB青空演劇部」
- からふるショップ 〜家電量販店へようこそ!〜
- SONIC LIVE CHAT
- 音女スタジオ（オトスタ）金曜ライブ♪
- Webサイト、「Curedoll」内WEEKLY IDOLコメント動画
- 携帯サイト「チャクチャクエンタメ」
- Androidアプリ・コンテンツマーケット「AKIBA MAID 萌 shwakeup」
- アイドルSMS
- 伝えたい！放送局 AKIBA 「小沢仁志の顔面凶器はここにいる」（2013年11月14日配信分）